# Aykut Özer
Aykut Özer (* 1. Januar 1993 in Hanau) ist ein deutsch-türkischer Fußballtorhüter.

## Kindheit
Die Eltern von Aykut Özer stammen aus der Türkei. Von dort aus wanderten sie nach Deutschland aus und wurden im Frankfurter Umland, in Hanau, sesshaft, wo Özer 1993 zur Welt kam und auch aufwuchs.

## Karriere

### Verein
Das Fußballspielen begann Aykut Özer beim TSV 1860 Hanau. Danach ging er in die Jugend von Eintracht Frankfurt. Im Januar 2011 kam er in ihre Profimannschaft, spielte aber vor allem in der zweiten Mannschaft. Am 18. Mai 2013 bestritt er im letzten Saisonspiel für die Eintracht sein Bundesligadebüt gegen den VfL Wolfsburg, als er in der zweiten Halbzeit für den verletzten Oka Nikolov eingewechselt wurde. Einen weiteren Einsatz hatte er im Erstrundenspiel des DFB-Pokals im August 2013 gegen den FV Illertissen.
Im Sommer 2014 wechselte Özer in die Türkei zum Erstligisten Kardemir Karabükspor. In der Hinrunde der Saison 2014/15 zog er sich eine komplizierte Knieverletzung zu. In den nachfolgenden drei Spielzeiten stand Özer zwar noch bei Karabükspor unter Vertrag, wurde aber in keiner Saison im Mannschaftskader geführt.
Zur Saison 2017/18 wechselte er zu Fortuna Sittard und spielte hier zwei Spielzeiten lang. Im Sommer 2019 kehrte er mit seinem Wechsel zum Fatih Karagümrük SK wieder in die Türkei zurück.
Schließlich wechselte er danach zu Samsunspor Kulübü und spielte bis jetzt zehnmal in der Startelf.

### Nationalmannschaft
Seit der U-17 spielt Özer für die Jugendauswahlen der Türkei. 
Im Rahmen der U-20-Fußball-Weltmeisterschaft 2013 wurde er in das Turnieraufgebot der türkische U-20-Nationalmannschaft berufen.

## Erfolge
Mit der türkischen U-20-Nationalmannschaft
- Achtelfinalist der U-20-Fußball-Weltmeisterschaft: 2013

Fatih Karagümrük SK
- Aufstieg in die Süperlig: 2019/20